# Žitovlice
Žitovlice település Csehországban, a Nymburki járásban. Žitovlice Rožďalovice, Křinec és Košík településekkel határos. Lakosainak száma 193 fő (2024. január 1.).

## Népesség
A település lakosságának változását az alábbi diagram mutatja:
| Lakosok száma | 678  | 753  | 672  | 471  | 266  | 165  | 181  | 185  | 185  | 193  |
|               | 1869 | 1890 | 1921 | 1950 | 1980 | 2001 | 2017 | 2019 | 2022 | 2024 |